# Ère d'Espagne
L'ère d'Espagne, ère de César ou ère hispanique (en latin : Aera Hispanica ; en espagnol : Era hispánica, Era de Augusto, Era de César ou Era gótica) est une variante du calendrier julien utilisée dans la péninsule Ibérique du IIIe au XVe siècle et qui correspond à un décalage de +38 années par rapport au calendrier julien.

## Description
Le point de départ de l'ère d'Espagne est le 1er janvier 38 av. J.-C. (soit -37 en année astronomique qui comprend une année 0 qui est l'an 1 av. J.-C.), ce qui correspond à l'an 716 Ab Urbe condita, c'est-à-dire depuis la fondation de Rome). L'an 1 de l'ère chrétienne correspond donc à l'an 39 de l'ère d'Espagne. 

L'année 38 av. J.-C. correspond à l'établissement de la paix romaine en Hispanie, probablement par l'imposition d'une nouvelle taxe à la population de la péninsule par la République romaine. Une fois l'Hispanie sous domination presque complète d'Octave ou Auguste, un décret déclare que l'Espagne est tributaire de Rome et qu'elle doit payer un montant déterminé chaque année. Cet axe est l'évènement de référence du calendrier.
Une date exprimée selon l'ère d'Espagne est précédée de la mention era ou Era ou E ou Ē ou Aera ou Ǣ (le trait du surlignement dans les anciens textes en latin indique l'abréviation du mot), contrairement à une date de l'ère chrétienne qui est précédée de anno ou AD. Le terme era, utilisé en espagnol, provient probablement du vandale et signifie année ou tournant autour d'un cercle. Pour passer de l'une à l'autre, il suffit de retrancher 38 années à la date exprimée selon cette Ère espagnole. Hormis la numérotation des années, le fonctionnement du calendrier est identique à celui du calendrier julien.
Certains suggèrent (à tort, bien sûr !) que le décalage entre les calendriers de l'ère d'Espagne et julien a été porté à 259 années (soit un saut de 297 années) par la faction papale de l'Église en Espagne, pour que le calendrier corresponde au nouveau millénaire.

## Historique
Le calendrier de l'ère d'Espagne apparaît au cours du Ve siècle, dans les écrits de Hydace de Chaves — il termine sa Chronique en 468. Les plus vieilles inscriptions en ère d'Espagne indiquent environ 500 era. L'ère d'Espagne est instituée comme calendrier officiel dans le Royaume wisigoth de Tolède lors du concile de Tarragone en 516 pour l'Église d'Occident ou durant le règne d'Athanagilde Ier (555-567),.
Ce calendrier est utilisé dans tous les royaumes de la péninsule Ibérique, par les Romains puis les chrétiens, jusqu'à la fin du Moyen Âge. Outre la péninsule Ibérique et les îles Baléares, l'ère d'Espagne est employée dans les anciennes provinces wisigothes du Sud de la France, et en Afrique du Nord,. Des centaines d'inscriptions en pierre et sur parchemins datent des événements suivant ce calendrier. Certaines d'entre elles, par exemple à l'ermitage des Saints-Martyrs de Medina-Sidonia, qui indique 668 era, soit l'an 630 de notre ère, peuvent être inexactes parce que modifiées pour des raisons d'interprétation des événements religieux.
L'année de référence, la raison de son choix et le moment de la mise en place du calendrier demeurent indéterminées et ont fait l'objet de débats et d'erreurs chronologiques, même parmi les plus érudits, par exemple, la polémique entre Enrique Flórez et Gregorio Mayans au milieu du XVIIIe siècle. L'année 38 av. J.-C. (soit l'année astronomique -37) est ainsi proposée comme moment de la déclaration de l'Hispanie comme province romaine fiscale, qui se serait produite à la dissolution du Second Triumvirat (-43 à -38).
Aux XIIe et XVe siècles, il est utilisé concurremment avec le calendrier de l'Incarnation ou ère chrétienne. Il commence à tomber en désuétude après la Reconquista. Il est abandonné par la Catalogne dès 1180, par l'Aragon en 1350, par le royaume de Valence en 1358, par la Castille en 1383,. Son usage est abandonné par les Portugais sous le règne de Jean Ier, qui décrète l'adoption officielle de l'ère chrétienne à travers une charte (Carta Regia) le 22 août 1422.